# MiniDV

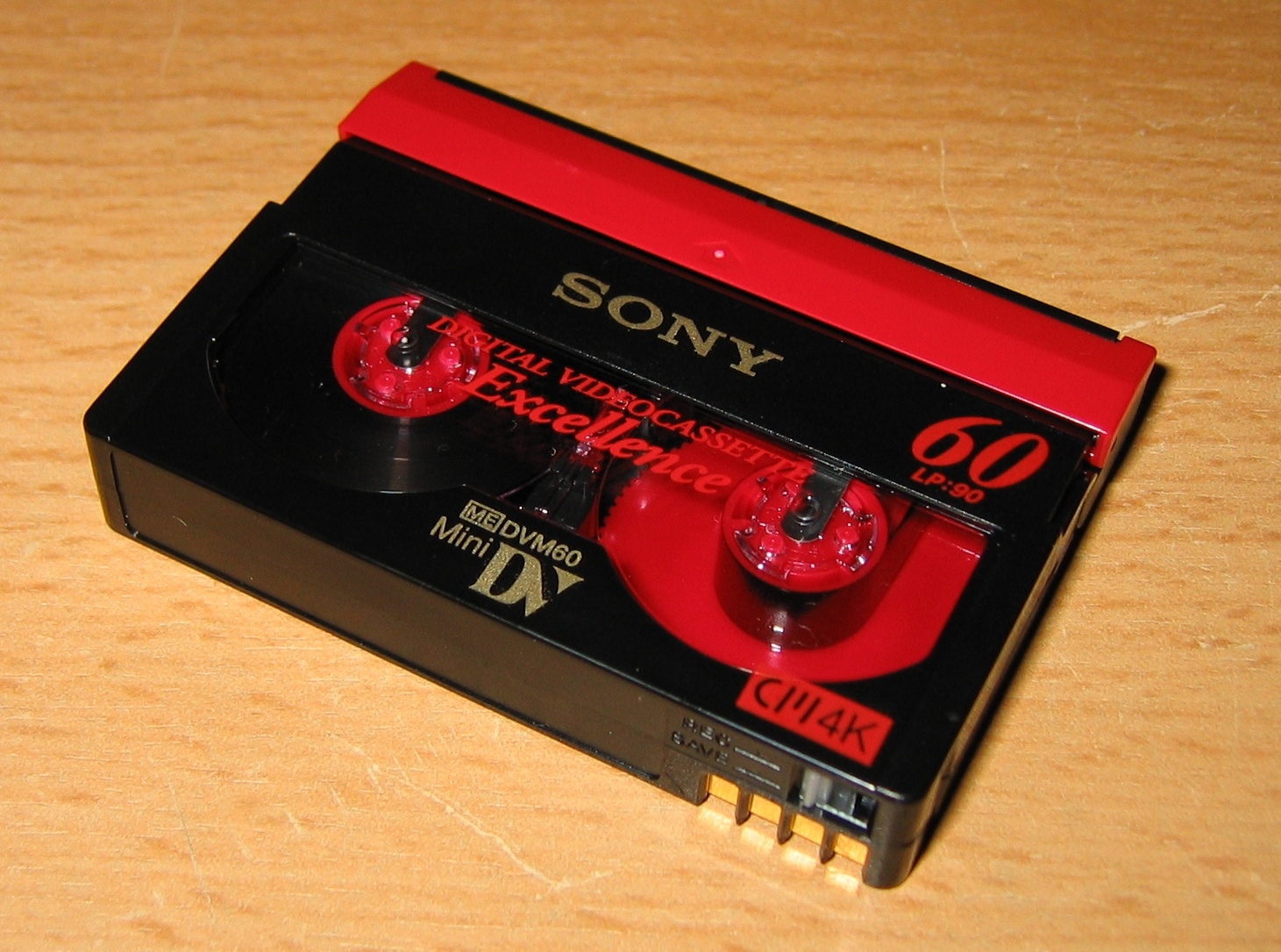
Kaseta MiniDV

MiniDV – standard kaset wideo i obsługujących je urządzeń: kamer wideo i studyjnych magnetowidów. Standard został wprowadzony na rynek w 1995 roku przez Sony pod nazwą Digital Video Casette (DVC), nazwa ta wkrótce została zmieniona na nazwę MiniDV, dla podkreślenia jej zgodności z systemem zapisu DV. Rozmiar kasety w tym standardzie wynosi 66x48x12,2 mm, zaś szerokość taśmy magnetycznej wynosi 6,5 mm ((mogą pomieścić nagranie do 30 minut lub 45 minut w trybie Long Play), wersje 60 minut. (90 min. W LP) i 80 min. (120 min. W LP).
MiniDV jest rodzajem nośnika danych zapisu magnetycznego, natomiast nie jest oznaczeniem samego systemu zapisu wizji. Na kasetach MiniDV można rejestrować i przechowywać zapis cyfrowy dźwięku i obrazu w trzech różnych formatach: DV, DVCAM i HDV
Nagrania wykonane na taśmach MiniDV mają trwałość szacowaną na około 20 lat (w dobrych warunkach przechowywania). Teoretycznie zapis jest więc trwalszy niż nośniki optyczne, takie jak DVD lub dyski twarde.
Kasety MiniDV zostały wyparte na rzecz zapisu wizji na kartach pamięci lub wbudowanym w kamerę dysku twardym. 
W lutym 2025 roku Sony potwierdziło, że wycofuje się z produkcji nośników do nagrywania. Chodzi o płyty Blu-ray, MiniDisc, MD Data i kasety Mini DV.